# 马科莱斯
马科莱斯（法語：Marcolès，法語發音：[maʁkɔlɛs]）是法国康塔尔省的一个市镇，位于该省西南部，属于欧里亚克区。

## 地理
马科莱斯（44°46'55"N, 2°21'11"E）面积52.89 平方千米，位于法国奥弗涅-罗讷-阿尔卑斯大区康塔爾省，该省份为法国中南部省份，位于法國中央高原中心，北起科雷兹省、上盧瓦爾省和多姆山省，西接洛特省和科雷兹省，南至阿韦龙省和洛特省，东临上盧瓦爾省和洛泽尔省。
与马科莱斯接壤的市镇（或旧市镇、城区）包括：布瓦塞、拉卡佩勒-代勒弗赖斯、拉弗亚德昂韦济、莱纳克、罗阿讷圣马里、圣安托万、圣马梅-拉萨尔沃塔、桑萨克韦纳泽斯、塞讷泽尔格、维特拉克、皮卡佩勒。

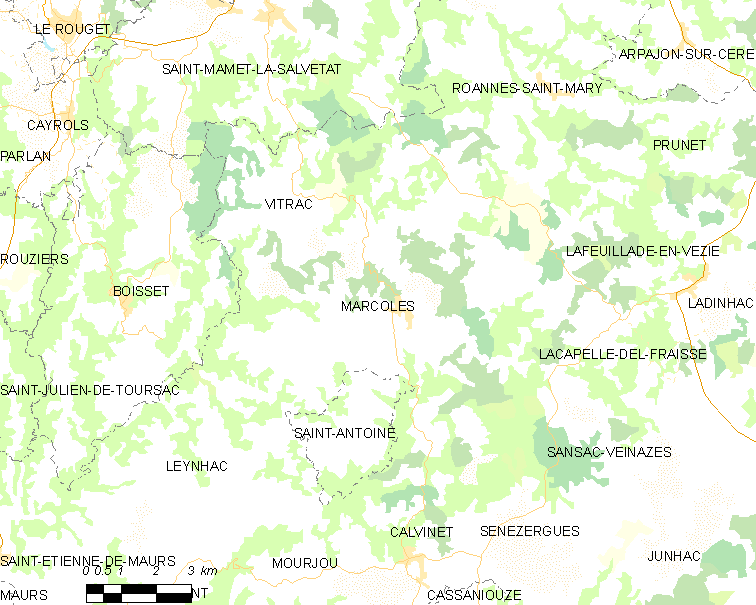
马科莱斯的OSM定位图

马科莱斯的时区为UTC+01:00、UTC+02:00（夏令时）。

## 行政
马科莱斯的邮政编码为15220，INSEE市镇编码为15117。

## 政治
马科莱斯所属的省级选区为莫尔斯县。

## 人口

1962-2008年间马科莱斯人口变化图示

马科莱斯于2022年1月1日时的人口数量为593人。